# Панде Ефтимов
Панде Сотиров Ефтимов (на македонска литературна норма: Панде Ефтимов) е български журналист, поет и общественик от Северна Македония.

## Биография
Панде Ефтимов е роден през 1932 година в преспанското село Претор, тогава в Кралство Югославия. Внук е на революционера от ВМОРО и ВМРО Панде Суджов. Началното си образование получава в Претор, прогимназиалното – в Ресен, средното – в Битоля, а висшето – във Филологическия факултет на Скопския университет.
От 1948 година е член на нелегална организация, наречена ВМРО, заедно с Дане Поповски и Илия Христов от Царев двор,  Григор Кръстевски от Прилеп, Коста Смичков и други. През 1949 година участва на конгреса на тази организация в Стари град. При ареста на част от членовете на организацията през 1950 г. не е издаден. Работи като учител в Стрежево, Лера, Дихово, Цапари и Долно Дупени. От 1960 година е журналист – първоначално в Радио Скопие, а след това във вестник „Народна просвета“.
През 1956 година уведомява българските власти за откриването на Битолския надпис на цар Иван Владислав, като тайно носи лентата със снимките в българското посолство в Белград. Участва и в други патриотични групи, целящи независимостта на Македония, заради което е арестуван и затварян. През 1955 и 1957 година без съд и присъда влиза в затвора. г. През 1972 година е осъден за вражеска дейност на три години затвор. След това отново е подложен на гонение от властите в Скопие. До 1992 г. не получава лични документи – лична карта или паспорт.
Принуден е да смени няколко професии, но не се отказва от идеалите си. След 1986 година участва в процеса по формирането на ВМРО-ДПМНЕ.
През 2001 година публикува две книги с поезия, отпечатани на книжовен български. Заради репресиите роднините му са принудени да емигрират. През 2007 година той получава българско гражданство.
Умира на 13 август 2017 г. в София след продължително боледуване.
На 25 юни 2018 г. посмъртно е награден с орден „Стара планина“ втора степен, „за изключително големите му заслуги за популяризирането на българската история през периода на войните за национално обединение и за съхранение на българщината в Република Македония“.